# Chamaeota longipes
Chamaeota longipes är en svampart som beskrevs av Wichanský 1967. Chamaeota longipes ingår i släktet Chamaeota och familjen Pluteaceae.   Inga underarter finns listade i Catalogue of Life.